# Metropolregion Seattle

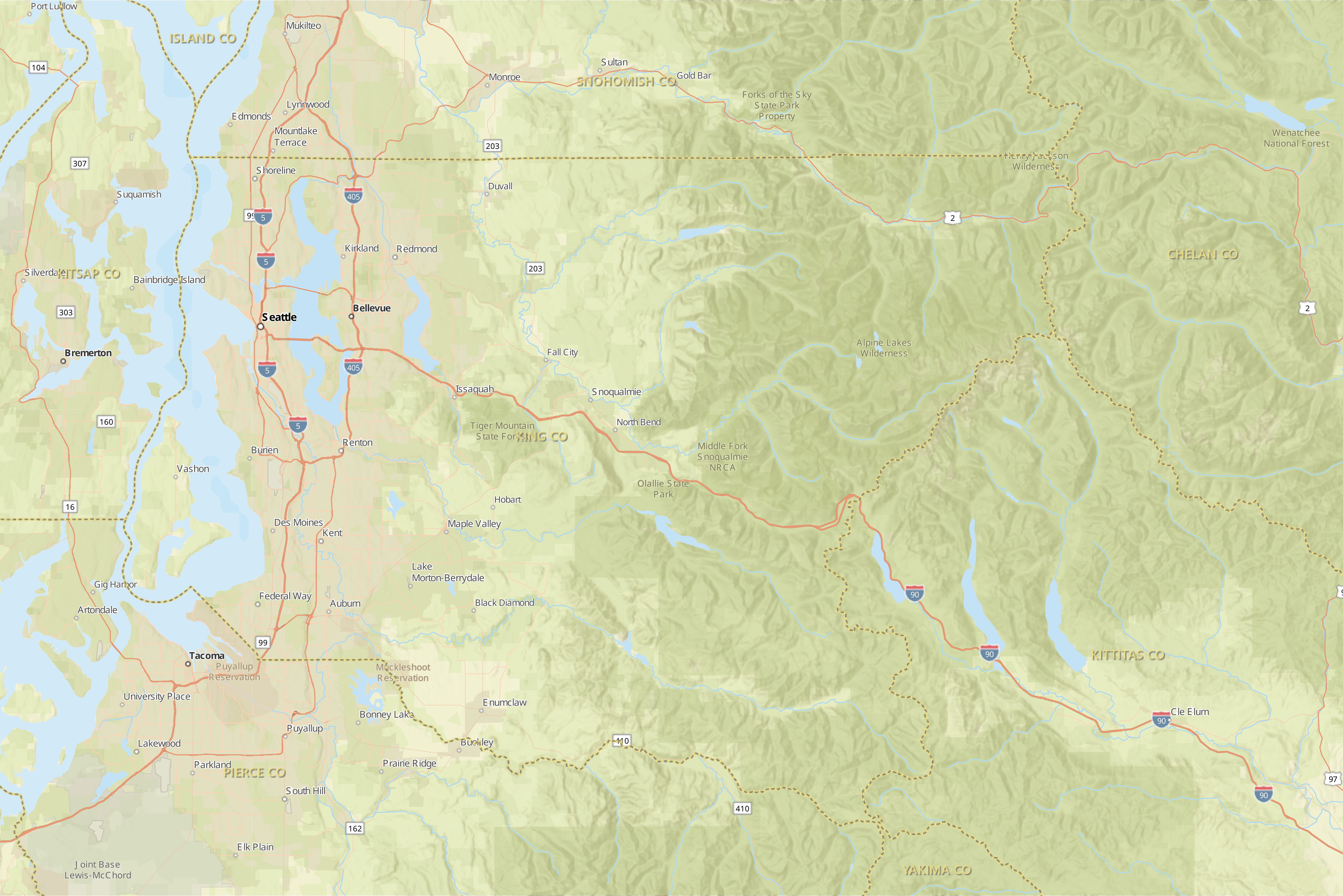
Übersicht der Städte in der Metropolregion im King County

Die Metropolregion Seattle liegt im Pazifischen Nordwesten der Vereinigten Staaten im Bundesstaat Washington. Die Agglomeration erstreckt sich an der Ostküste des Puget Sound über die drei Countys Snohomish County, King County und Pierce County. In der Region wurden im Zuge des Census 2020 insgesamt 4.018.762 Einwohner gezählt.

Lage in Washington

Das Ballungsgebiet wird vom Office of Management and Budget zu statistischen Zwecken als Seattle–Tacoma–Bellevue, WA Metropolitan Statistical Area geführt.

## Städte
Städte mit mehr als 50.000 Einwohnern nach Größe sortiert
- Seattle
- Tacoma
- Bellevue
- Everett
- Federal Way
- Kent
- Lakewood
- Renton
- Shoreline
- Redmond